# Adrenaline (álbum)
Adrenaline é o álbum de estreia da banda de metal alternativo Deftones. Foi lançado em 3 de Outubro de 1995 pela Maverick Records.

## Composição
Adrenaline é descrito como Nu metal, Metal alternativo, Post-hardcore e Rap rock.

## Recepção Crítica
Adrenaline foi elogiado por seu som novo e inovador, com os críticos inicialmente comparando-o a uma gama diversificada de atos como Helmet, Nine Inch Nails, The Cure, Korn, Nirvana e The Smashing Pumpkins. Em sua análise de 1995, Paul Brannigan da Kerrang! sentiu que o som do álbum "cai entre Quicksand e Tool", e disse que Deftones "explode de cantos atmosféricos em fúrias loucas". Ele escreveu: "A excelente produção de Terry Date permite que a guitarra nítida em 'Lifter' e '7 Words' brilhe", e que "Bored" e "Nosebleed" são "tão contundentes e raivosos, pedaços de guitarra caindo em ritmos hipnóticos e rodopiantes". Brannigan avaliou com 4 de 5 estrelas, dizendo que era "impressionante". Em 1995, Jon Wiederhorn do Pulse! afirmou que "Adrenaline toca entre melodias saturadas de melancolia e riffs explosivos, atacando como um paranóico privado de sono acordado por vizinhos barulhentos. Os ritmos são nítidos e astutos e os vocais ressoam fúria e sensibilidade de uma forma que é semelhante, mas muito mais descaradamente metálico do que o Nirvana". A crítica Katherine Turman escreveu para a revista Car Audio em janeiro de 1996: "Se é nisso que o heavy metal está evoluindo, é uma coisa muito boa".

## Lista de Faixas
| Críticas profissionais            | Críticas profissionais |
| Avaliações da crítica             | Avaliações da crítica  |
| Fonte                             | Avaliação              |
| --------------------------------- | ---------------------- |
| The Encyclopedia of Popular Music | [ 9 ]                  |
| Kerrang!                          | [ 10 ]                 |
| The Rolling Stone Album Guide     | [ 11 ]                 |
| Los Angeles Times                 | [ 12 ]                 |
| MusicHound Rock                   | [ 13 ]                 |

Todas as faixas foram escritas pelo Deftones.
| N.º            | Título            | Duração |  |
| 1.             | "Bored"           | 4:06    |  |
| 2.             | "Minus Blindfold" | 4:04    |  |
| 3.             | "One Weak"        | 4:29    |  |
| 4.             | "Nosebleed"       | 4:26    |  |
| 5.             | "Lifter"          | 4:43    |  |
| 6.             | "Root"            | 3:41    |  |
| 7.             | "7 Words"         | 3:44    |  |
| 8.             | "Birthmark"       | 4:18    |  |
| 9.             | "Engine No. 9"    | 3:25    |  |
| 10.            | "Fireal"          | 6:35    |  |
| 11.            | "Fist"            | 3:35    |  |
| Duração total: | Duração total:    | 47:06   |  |

## Personnel
Credits taken from the CD liner notes.
Deftones
- Chino Moreno – vocais
- Stephen Carpenter – guitarra
- Chi Cheng – baixo, backing vocals
- Abe Cunningham – bateria

Produção
- Terry Date – produtor (todas as músicas exceto "Fist"), engenheiro, mixagem
- Ross Robinson – produtor ("Fist")
- Ulrich Wild – engenheiro
- Tom Smurdy – assistente
- Ted Jensen – masterização

## Desempenho nas paradas musicais
| Tabelas musicais (1996–2000)               | Posição |
| ------------------------------------------ | ------- |
| Estados Unidos (Billboard Top Heatseekers) | 23      |
| Estados Unidos (Top Catalog Albums)        | 46      |